# Shannon–Weaver-modell
A Shannon-Weaver kommunikációs modell a kommunikáció matematika elméletből való megközelítése. A modellt Claude Shannon és Warren Weaver 1949-re dolgozta ki, a Bell Telephone Laboratories-nál folytatott kutatások alapján.
A kommunikáció matematikai modelljében alapvetően két kommunikáló fél található, amik valójában nem mások, mint funkcionális szerepek. Az egyik küldi az információt, a másik veszi. Az elsőt szokás címzőnek, feladónak, alkotónak, küldőnek, vagy éppen beszélőnek nevezni, a másodikat pedig címzettnek, vevőnek, befogadónak, vagy épp hallgatónak nevezni. Az információtovábbítás két végpontja között a csatorna létesít kapcsolatot.
A csatorna lényeges elem a tranzaktív modellben, ugyanis tulajdonságai alapvetően befolyásolják a kommunikációt,
egyrészt ha a csatorna nagyon zajos, akkor sok információ veszhet el, másrészt a csatorna kapacitásának függvénye,
hogy milyen kódolási eljárásokat lehet alkalmazni az információtovábbításban. Ez alapján Shannon és Weaver szerint megkülönböztethetjük az alábbi típusokat: kommunikáció matematikai modellje elsősorban a hatékony szállításban érdekelt, ezért nagyon fontos egyrészt az átvitel gyorsasága, gazdaságossága, másrészt az információveszteség minimalizálása. Ezt úgy oldják meg, hogy kódolási eljárásokkal átalakítják a továbbítandó információt olyan formátumúra, ami eleget tesz az előbb felsorolt kívánalmaknak. A kódolási eljárásnak is két vége van, ugyanis nem elég az információt kódolni. Az kell, hogy a vevő számára is értelmezhető formában jelenjen meg a kommunikáció (ill. adatátvitel) befejezésével az üzenet. Ezért az átvitt információt vissza kell alakítani, mégpedig egy dekódoló segítségével. Ilyen kódolási eljárás zajlik le pl. minden telefonbeszélgetés alkalmával. A beszédet a telefon mikrofonja elektromos jelekké alakítja, majd a telefon ezeket elektromágneses hullámokká, aztán annak a telefonja, akivel beszélünk, először az elektromágneses hullámokat alakítja vissza elektromos jelekké, majd a hangszóró emberi fül számára hallható hangfrekvenciás jelekké alakítja vissza az átvitt információt. Kiegészítve egy olyan elemmel, amely csak később csatlakozott, ez pedig a visszacsatolás. Az egyes elemek között kapcsolat van, de nem mindegyik kapcsolódik a másikkal. A két szerző úgy tekintették, hogy kommunikáció lineáris és egyirányú folyamat. Ezt a folyamatot 3 szakaszra osztották: 
- prekommunikáció szakasz
- tényleges kommunikáció szakasz
- posztkommunikáció szakasz

## A kommunikatív folyamat elemei
- stimulálás: a kommunikáció folyamatát valamilyen külső vagy belső inger indítja el, az információ forrást külső vagy belső inger éri, ami kiváltja az üzenetátadás szándékát.
- kódolás: az információ forrás az üzenet tartalmát szimbólumokba kódolja, hogy az a csatornán való áthaladásra alkalmas jelformát öltsön.
- továbbítás: az üzenet küldője elküldi az üzenetét.
- csatorna: (fizikai eszköz: a hanghullám, fénysugár, rádióhullám, telefonkábel, idegrendszer)
  - közvetlen vagy interperszonális
  - közvetett (médiakommunikáció)

- internalizáció: A humán befogadó a technikai berendezéstől dekódol. A befogadó tudatosan feldolgozza (internalizálja) az információt. (dekódolás fázisa végbemegy egy második dekódolás, amely

alapján az üzenet érthető lesz.) Mindig az emberi befogadóhoz kötődik a kommunikációs aktus, az interperszonális
(személyközi) kommunikáció is. Hogy a dekódolás második fázisa sikeres legyen, a befogadónak értenie kell a forrás által kiválasztott és kódolásban használt kommunikációs formákat. Ez egyúttal azt jelenti, hogy a forrásnak és a
vevőnek azonos kódot kell használnia, és közel azonos háttértudással kell rendelkeznie ahhoz, hogy a kommunikáció létrejöhessen. 
- kommunikációs zaj: a kommunikációs folyamat zavartalanságának akadályait zajnak hívjuk.

Csökkentik az üzenet befogadásának hatékonyságát. Fajtái: – csatornazaj: üzenet átadásának folyamata közben (mikrofonhiba) – környezeti zaj: dekódolás folyamata közben (külső zaj) – szemantikai zaj: üzenetek megformálása során (nyelvhelyességi, stiláris hiba, fogalmazási- vagy beszédhiba) Shannon és Weaver elmélete persze később is hatással volt a kommunikációs elméletekre és azokra a tudósokra,
kutatókra akik a kommunikációval foglalkoznak. Ebből adódik, hogy voltak és vannak is olyanok akik tovább gondolják, kiegészítik az ő elméletüket. Ilyen például: Schramm egészítette ki a modellt 1954-ben, a visszacsatolással: 
- Feed back Visszaható folyamat, amikor az üzenet befogadója a dekódolást követően

válaszol, ebből következik, hogy a befogadó a dekódolást követően kommunikátorrá válik és válaszát kódolja, majd az
adott médiumon keresztül továbbítja az eredeti kommunikátornak. 
- interperszonális kommunikáció: közvetlen
- médiakommunikáció esetén késleltetett és lehetőségei korlátozottak, ezért a kifejezés pontossága és tisztasága a

tömegkommunikációban alapkövetelmény, hiszen pontosítási és korrigálási lehetőségek alig vannak. 8. információ: Az
internalizáció kommunikáció alapegysége az információ, mértékegysége a bit. (2-es számrendszerű számjegyek elnevezése), igen – nem választás. 

## Entrópia
Az entrópia alacsony fokú, előre meghatározhatóság eredménye; mindig magas információ tartalommal jár együtt; a bizonytalanságnak a kapott információkkal csökkenő arányszáma) alacsony fokon előre meghatározhatóak és információtartalma magas. 

## Redundancia
Redundancia az, ami az üzenetben konvencionális előre meghatározható magas fokon előre meghatározhatóak és információtartalmuk alacsony. 
{\displaystyle C=W\log _{2}(1+{\tfrac {P}{N}})}

### A redundancia funkciói
- technikai jellegű: a kommunikátorokat segíti az üzenet pontosságának ellenőrzésében.
- társadalmi dimenziót biztosít
- csökkenti a szemantikai zajt, az ismétlés révén
- entropikus üzenet feloldásában is van szerepe, eszköze a körülírás, magyarázat.
- segít megoldani a közönséggel kapcsolatos problémákat